# اسکای موویس باکس آفیس
 اسکای موویس باکس آفیس  (به انگلیسی: Sky Movies Box Office) یک شبکه تلویزیونی متعلق به گروه اسکای بریتانیا است.
این شبکه در سال ۱۹۹۶ میلادی تأسیس شده‌است و به صورت سه بعدی پخش می‌شود.